# 대한민국 형사소송법 제453조
대한민국 형사소송법 제453조는 정식재판의 청구에 대한 형사소송법의 조문이다.

## 조문
제453조(정식재판의 청구) ① 검사 또는 피고인은 약식명령의 고지를 받은 날로부터 7일 이내에 정식재판의 청구를 할 수 있다. 단, 피고인은 정식재판의 청구를 포기할 수 없다.
②정식재판의 청구는 약식명령을 한 법원에 서면으로 제출하여야 한다.
③정식재판의 청구가 있는 때에는 법원은 지체없이 검사 또는 피고인에게 그 사유를 통지하여야 한다.

第453條(正式裁判의 請求) ① 檢事 또는 被告人은 略式命令의 告知를 받은 날로부터 7日 以內에 正式裁判의 請求를 할 수 있다. 但, 被告人은 正式裁判의 請求를 抛棄할 수 없다.
②正式裁判의 請求는 略式命令을 한 法院에 書面으로 提出하여야 한다.
③正式裁判의 請求가 있는 때에는 法院은 遲滯없이 檢事 또는 被告人에게 그 事由를 通知하여야 한다.

## 판례
- 정식재판청구서의 제출에 관하여도 위 재소자에 대한 특칙 규정이 준용된다[1]
- 변호인선임신고서를 제출하지 아니한 변호인이 변호인 명의로 정식재판청구서만 제출하고, 형사소송법 제453조 제1항이 정하는 정식재판청구기간 경과 후에 비로소 변호인선임신고서를 제출한 경우, 변호인 명의로 제출한 위 정식재판청구서는 적법·유효한 정식재판청구로서의 효력이 없다 ( 대법원 1969. 10. 4.자 69모68 결정, 2001. 11. 1.자 2001도4839 결정 참조) 할 것이고, 형사소송법 제32조 제1항은 "변호인의 선임은 심급마다 변호인과 연명날인한 서면으로 제출하여야 한다."고 규정하고 있는바, 위 규정에서 말하는 변호인선임신고서는 특별한 사정이 없는 한 원본을 의미한다고 할 것이고, 사본은 이에 해당하지 않는다고 할 것이다.[2]

## 참고 문헌
- 손동권 신이철, 새로운 형사소송법(초판, 2013), 세창, 2013. ISBN 9788984114081